# جاك ويلسون (لاعب اتحاد الرغبي)
جاك ويلسون (بالإنجليزية: Jack Wilson)‏ هو لاعب اتحاد الرغبي نيوزيلندي، ولد في 2 ديسمبر 1989 في تاورانجا في نيوزيلندا.

## وصلات خارجية
- جاك ويلسون على موقع سلسلة سباعيات الرغبي العالمية - رجال (الإنجليزية)
- جاك ويلسون عل موقع إسبنسكروم (الإنجليزية)